# Бахмутська западина
Ба́хмутська западина — тектонічна структура на північному заході Донецького прогину, в області його зчленування з Дніпровсько-Донецькою западиною.

## Параметри
Є депресією у поверхні кристалічного фундаменту Східноєвропейської платформи глибиною до 22 км, розміри 50×45 км. З півночі, сходу і півдня обмежена глибинними розломами. 

## Склад
Складена породами девонської теригенно-вулканогенної соленосної, кам'яновугільної, нижньопермської галогенної, тріасової сіробарвної, крейдової карбонатної та палеоген-неогенової теригенно-карбонатної формацій. 

## Активність
Опускається зі швидкістю 1-4 мм/рік. 

## Корисні копалини
Із Бахмутською западиною пов'язані родовища кам'яної солі (Артемівське, Новокарфагенське, Слов'янське), гіпсу (Артемівське), вогнетривких глин (Часов-Ярське), численні родовища будівельних матеріалів (пісків, керамічних глин).